# Percichthys melanops
Percichthys melanops är en fiskart som beskrevs av Girard, 1855. Percichthys melanops ingår i släktet Percichthys och familjen Percichthyidae. IUCN kategoriserar arten globalt som otillräckligt studerad. Inga underarter finns listade i Catalogue of Life.